# 岐阜女子高等学校
岐阜女子高等学校（ぎふじょしこうとうがっこう）は、岐阜県羽島郡岐南町にある私立女子高等学校。

## 概要
バスケットボールの名門として知られ、2012年（平成24年）、2017年（平成29年）の国体と2015年（平成27年）と2018年（平成30年）のウインターカップと2017年（平成29年）のインターハイでは優勝している。またソフトボール部も全国高等学校総合体育大会、全国高校選抜大会（2007年（平成19年）第3位）で好成績をあげている。

## 沿革
- 1940年（昭和15年） - 郡上高等実科女学校として設置が許可。
- 1949年（昭和24年） - 八幡高等学校に変更。
- 1958年（昭和33年） - 校名を岐阜短期大学付属八幡高等学校に変更。
- 1962年（昭和37年） - 羽島郡岐南町に移し、校名を岐阜女子高等学校に変更。

## 学科
- 普通科
  - 文理科コース
  - 一般コース
- 食物科

## 主な卒業生
- 天津希 - バスケットボール選手
- 池田沙紀 - バスケットボール選手
- イベ・エスター・チカンソ - バスケットボール選手
- 榎本麻那 - バスケットボール選手
- 伊藤恭子 - バスケットボール選手
- 王新朝喜 - バスケットボール選手
- 坂田侑紀奈 - バスケットボール選手
- 田中沙季 - バスケットボール選手
- 田中優里 - バスケットボール選手
- 田中陽子 - バスケットボール選手
- バイ・クンバ・ディヤサン - バスケットボール選手
- ハディ・ダフェ - バスケットボール選手
- 冨崎里奈 - バスケットボール選手
- 藤田和 - バスケットボール選手
- 松本新湖 - バスケットボール選手
- 宮元美智子 - バスケットボール選手
- 森澤みゆき - バスケットボール選手
- 安江沙碧梨 - バスケットボール選手
- 矢野紗也佳 - バスケットボール選手